# (14601) 1998 SU73
A (14601) 1998 SU73 a Naprendszer kisbolygóövében található aszteroida. Eric Walter Elst fedezte fel 1998. szeptember 21-én.